# La sostituzione
La sostituzione è un film per la televisione, del 1971, diretto da Franco Brogi Taviani.

## Trama
In un futuro imprecisato, un gruppo di esseri invisibili chiamati "gli stranieri" ha preso il controllo della Terra, richiedendo agli abitanti dei sacrifici umani. Quando tocca ad Emo, la moglie Miriam accetta di prendere il suo posto per salvargli la vita, e si prepara così a morire lentamente a causa di una malattia incurabile.

## Produzione
Il film faceva parte del ciclo promosso dalla Rai "Serie sperimentali per la TV - Autori nuovi".